# Relazioni bilaterali tra Italia e Spagna

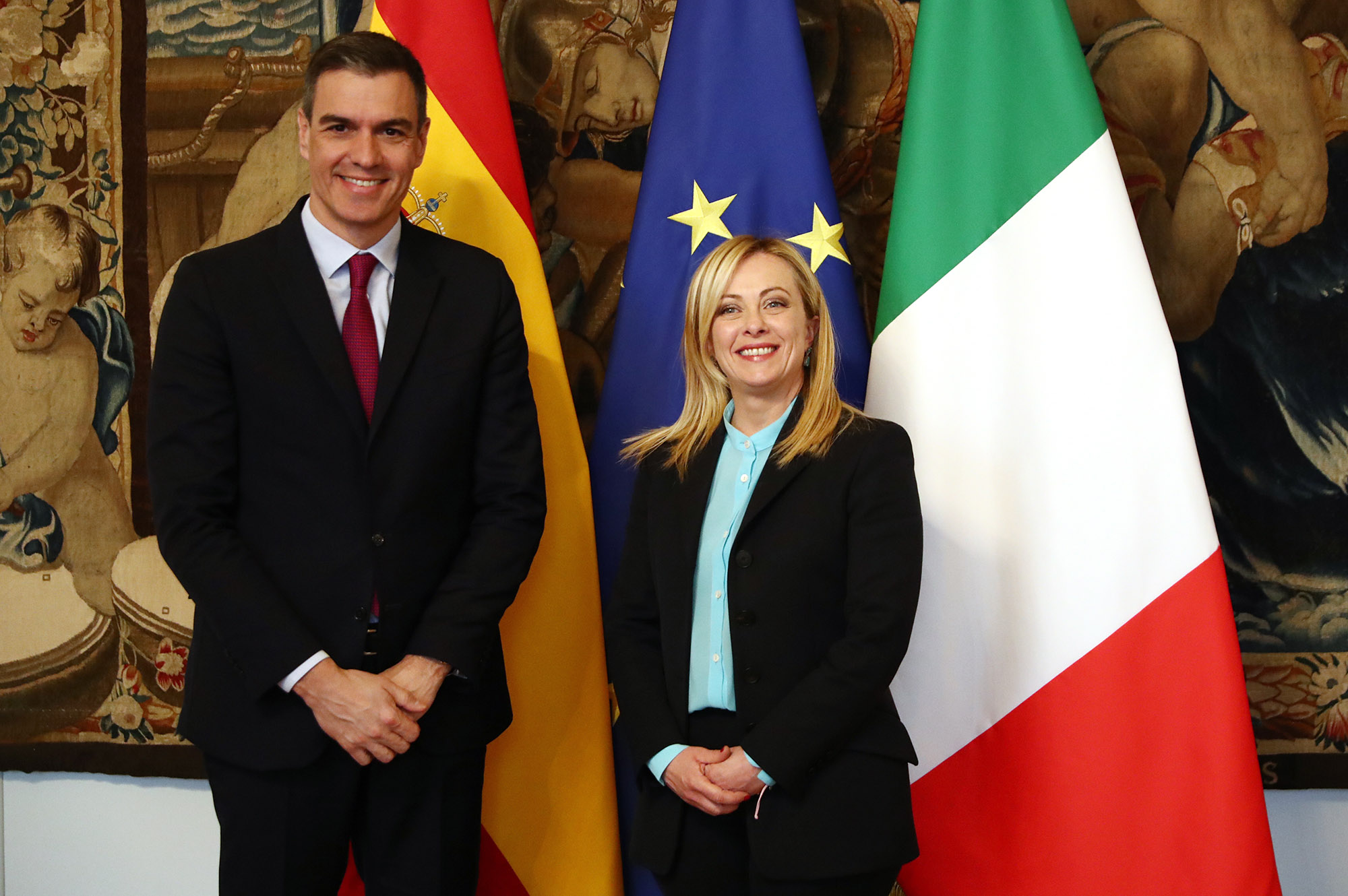
Pedro Sánchez a Palazzo Chigi con Giorgia Meloni, 5 aprile 2023

Le relazioni bilaterali tra Italia e Spagna fanno riferimento ai rapporti diplomatici fra la Repubblica Italiana e il Regno di Spagna, stabiliti in seguito all'unificazione italiana. L'Italia ha un'ambasciata a Madrid, un consolato generale a Barcellona, un vice consolato ad Arona e otto consolati onorari a Bilbao, Ceuta, Málaga, Pamplona, Siviglia, Alicante, Palma di Maiorca e Valencia; la Spagna ha un'ambasciata a Roma, due consolati generali a Milano e Napoli e diciotto consolati onorari a Bologna, Ravenna, Trento, Venezia, Verona, Novara, Torino, Ventimiglia, Bari, Catanzaro, L'Aquila, Catania, Palermo, Alghero, Cagliari, Firenze, Livorno e Perugia.

## Storia
Nel 218 a.C. i Romani invasero la penisola iberica, che divenne provincia romana con il nome di Hispania (da cui poi deriverà "España") e rimase sotto il controllo romano per seicento anni, fino al crollo dell'impero romano d'occidente.
Fino al XVIII secolo, l'Italia meridionale e le due isole di Sicilia e Sardegna si trovano sotto il controllo della Corona d'Aragona prima e della Spagna unificata poi.
Durante la guerra civile spagnola, le forze nazionaliste di Francisco Franco furono supportate dal Corpo Truppe Volontarie, una spedizione fascista proveniente dall'Italia. Volontari italiani combatterono anche per il fronte repubblicano, arruolati prima in diverse colonne (come la Colonna Italiana) e poi nel Battaglione Garibaldi. In totale si stima che circa 75.000 italiani combatterono nel conflitto. Sempre nel corso delle ostilità, truppe italiane occuparono l'isola di Maiorca, liberandola solo dopo la vittoria franchista.
Dalla metà del XX secolo, entrambe le nazioni sono membri della NATO, dell'Unione per il Mediterraneo, dell'Unione europea e dell'Eurozona.